# Grubekeramisk kultur
Grubekeramisk kultur, (svensk: Den gropkeramiska kulturen) betegner en levevis fortrinsvis ved havjagt og fiskeri i tiden omkring 3.100 – 2.900 f.Kr., det vil sige samtidig med, at landbruget var den fremherskende levevis i Danmark. Ved kysterne og de større søer nord for Mälaren i Østsverige opgives landbruget til fordel for en tilværelse hvilende på jagt og indsamling af næring fra havet, og herfra spredes denne mod vest og syd til Sydnorge og Danmark, rundt langs Kattegats kyster.

## Klima og levevilkår
Det er uklart, hvad årsagen eller årsagerne til dette skifte i levevis er, men det formodes at skyldes dels usikkerhed i udbyttet fra landbruget i disse forholdsvis nordlige egne, dels befolkningsvækst, dels fremgang i de fødevaremuligheder, som Østersøen (eller Littorinahavet, som man betegner dette stade i Østersøens udvikling), alt i tilknytning til klimatiske forandringer. Baggrunden for spredningen må ses som udtryk for en bedre tilpasning til stedlige levevilkår i kystegne også under de sydligere himmelstrøg blandt andet i Vendsyssel, på Djursland, på Samsø og på Sjælland uanset, at vilkårene for agerbrug her var bedre end i de mellemsvenske egne, som den grubekeramiske kultur udvikledes i.

## Antropologi
Svenske DNA-undersøgelser af et antal individer fra henholdsvis den grubekeramiske kultur og tragtbægerkulturen fra Köpingsvik og Resmo på Öland har antydet, at de to kulturer muligvis har uens genetiske befolkningsbaggrunde. De undersøgte individer fra den grubekeramiske kultur havde tillige en lavere frekvens af det gen, som gør det muligt for voksne at kunne drikke mælk sammenlignet med individer tilhørende tragtbægerkulturen. Det er dog endnu ikke klart, i hvilken udstrækning disse undersøgelsesresultater har gyldighed også uden for Öland.

## Levevis
I Danmark synes indsamling af skaldyr at have spillet en betydelig rolle: skaller af blåmuslinger, hjertemuslinger, østers og ulige snegle er tilstede i stor mængde på bopladserne. Af knoglematerialet fra bopladser i Sverige fremgår, at fiskeri og sælfangst har spillet en hovedrolle. Den grubekeramiske kultur var dog ikke et entydigt jæger-samler-samfund, snarere var det tale om en blandet levevis med indslag af sælfangst, jagt, fiskeri og tamdyr, fortrinsvis svin. Det er muligt, at man dyrkede afgrøder ved siden af, men i så fald i markant mindre udstrækning end i tragtbægerkulturen.

## Redskaber
Som jagtvåben anvendtes skafttungepile af flint, fiskekroge og harpuner af ben og tak med modhage.

## Keramik
Den keramikform, som har givet navn til grubekeramik-kulturen, er i teknologisk henseeende en naturlig udvikling af tragtbægerbøndernes keramiktradition og implicerer på ingen måde et kulturbrud eller indflydelse udefra. Grubekeramik har fået sit navn på grund af de karakteristiske gruber, som lerkarrenes yderside er blevet dekoreret med, med en pind eller lignende. Disse grubers formål er formodenlig at forhindrede de ofte store og grove lerkar i at sprække ved brændingen.
Foruden disse gruber udviser keramikken et stort antal af andre dekorationstræk. Keramikken har ofte en spids eller tapformet bund. Ud over selve keramikken og de karakteristiske tungespidser af spån findes egentlig ingen andre genstandstræk som utvetydigt kan tjene som kendetegn for den grubekeramiske kultur, omend kvarts, skiferspidser og muligvis dobbeltæggede flintøkser kan associeres med kulturen. Den grubekeramiske kultur er overvejende et mellemneolitiskt fænomen, omend nogle mener at kulturen i en vis udstrækning kan påvises både i tidlig- og senneolitikum.

## Smykker
Skaller af Østers med boret hul samt rørknogler har været anvendt som smykker.

## Udbredelse i Danmark
Egentlige bopladser kendes i Danmark dels fra Limfjordsegnene, dels fra Kainsbakke ved det tidligere Kolindsund på Djursland.

## Fundsteder
- Kainsbakke ved Kolindsund, Djursland
- Säter, Norrköping kommune, Östergötland, Sverige.